# Blanco White
Pour l'éditorialiste et penseur espagnol, voir José María Blanco White.
Pour les articles homonymes, voir White.
Josh Edwards (né le 21 juillet 1991), connu professionnellement sous le nom de Blanco White, est un auteur-compositeur-interprète britannique. Il a réalisé à ce jour (2024) deux albums studios, 4 EPs et plusieurs simples.

## Carrière
Originaire de Londres, Edwards s'est rendu à Cadix, en Espagne, pour étudier la guitare flamenca sous la direction de Nono García, avant de se rendre à Sucre, en Bolivie, où il a été initié à la musique folklorique locale traditionnelle et a appris à jouer du charango, un instrument andin . En 2014, il a réuni influences andalouses et latino-américaines tout en conservant ses racines musicales anglaises, ce qui a lancé son projet solo Blanco White .
Son premier spectacle sous le nom de Blanco White, du nom du poète espagnol José María Blanco White, remonte à décembre 2015 à Proud Camden où il était accompagné par le groupe Wovoka Gentle . 
En 2016, Blanco White signe avec Yucatan Records basé à Londres et sort son premier EP intitulé The Wind Rose. Il a ensuite sorti deux autres EPs, Colder Heavens en 2017 et The Nocturne en 2018 respectivement .
Depuis 2016, il a effectué une tournée en Europe et aux États-Unis et a été nommé au Anchor Award en 2018 ,.
Le 5 juin 2020, il sort son premier album, studio On the Other Side. Son second album, Tarifa, sort le 29 septembre 2023.

## Discographie

### Album
- 2020 : On the Other Side
- 2023 : Tarifa

### EPs
- 2016 : The Wind Rose
- 2017 : Colder Heavens
- 2018 : The Nocturne
- 2023 : Time Can Prove You Wrong

### Singles
- 2017 : Colder Heavens (Acoustic Version)
- 2019 : On The Other Side
- 2019 : Papillon
- 2019 : Desert Days
- 2020 : Samara
- 2020 : Mano a Mano
- 2021 : Eyes Wide Open (from "North Star")
- 2022 : Time Can Prove You Wrong
- 2022 : Treasure I Once Held
- 2023 : Sail On By
- 2023 : Tarifa
- 2023 : Silver Beaches
- 2023 : Una Noche Más

## Récompenses and nominations
| Année | Récompense                                             | Résultat   |
| ----- | ------------------------------------------------------ | ---------- |
| 2019  | Anchor - Reeperbahn Festival International Music Award | Nomination |